# Mark Wayne Clark

Mark Wayne Clark (1. maj 1896 – 17. april 1984) var en amerikansk general under 2. verdenskrig og Koreakrigen og den yngste generalløjtnant i den amerikanske hær. Han udmærkede sig under 2. verdenskrig. Hans mest kendte felttog var Operation Torch (invasionen i Fransk Nordafrika) og Felttoget i Italien. 
Under 1. verdenskrig var han kompagnichef i 1917 og blev alvorligt såret af granatsplinter. Efter krigen blev hans evner bemærket af general George Marshall.
Under 2. verdenskrig var han allieret hærchef i Italien. Han er kendt for at have givet ordre til ødelæggelsen af klosteret på Monte Cassino og sin senere indmarch i Rom i 1944, i strid med sine ordrer, hvilket gjorde det muligt for den 10. tyske armé at undslippe og slutte sig til deres landsmænd i  Transimene linjen.Clark blev den yngste amerikaner, der blev firestjernet general, hvilket skete i 1945.
Både Winston Churchill og general Dwight D. Eisenhower betragtede ham som en fremragende stabsofficer og uddanner af tropper. Clark fik mange udmærkelser, herunder Distinguished Service Cross for tapperhed i krig, den højeste udmærkelse efter Medal of Honor.

## Tidlige år og karriere
Clark blev født i Madison Barracks, Sackets Harbor, New York, men tilbragte meget af sin ungdom i Illinois, hvor hans far, som var karriereofficer i infanteriet, gjorde tjeneste på Fort Sheridan. Hans mor var rumænsk jøde. Clark blev døbt i den episkopale kirke mens han var på West Point.
Clark, der blev døbt "Contraband" af sine klassekammerater, på grund af sin evne til at smugle slik ind på området, fik sin eksamen fra West Point i april 1917 som nr. 110 ud af  139, og blev sekondløjtnant i infanteriet. Han var allerede blevet optaget på akademiet som 17-årig, men mistede meget tid på grund af hyppige sygdomme. Under den hurtige udvidelse af den amerikanske hær under 1. verdenskrig steg han hurtigt i graderne. Han blev forfremmet til premierløjtnant den 15. maj og kaptajn den 5. august 1917. Han gjorde tjeneste i Frankrig under 1. verdenskrig i 11. infanteriregiment, som indgik i 5. infanteridivision og blev såret i kamp i Vogeserne. Som rekonvalescent blev han overført til generalstabens hovedkvarter i 1. amerikanske armé indtil krigens slutning. Herefter gjorde han tjeneste ved 3. armé, mens den var indsat i besættelsen af Tyskland. 
I mellemkrigsårene gjorde Clark tjeneste i en række forskellige roller som stabsofficer og troppeuddanner. Fra 1921 til 1924 gjorde han tjeneste som adjudant i vicekrigsministerens kontor. I 1925 gennemførte han uddannelsen ved infanteriskolen, og derpå gjorde han tjeneste som stabsofficer ved 30. infanteriregiment i San Francisco. Hans næste post var som træningsofficer i nationalgarden i  Indiana. Her blev han forfremmet til major den 14. januar 1933, over 15 år efter at han var blevet forfremmet til kaptajn.
Major Clark gjorde tjeneste som næstkommanderende i det Civilian Conservation Corps i Omaha, Nebraska, i 1935-36, ind imellem at han gennemførte Command and General Staff School i 1935 og  Army War College i 1937. Fra Fort Lewis i staten Washington blev Clark udvalgt til at undervise på Army War College i marts 1940, og her blev han forfremmet til oberstløjtnant den 1. juli. Clark og general Leslie McNair udvalgte de tusinder af hektar ubenyttet land i Louisiana som blev brugt ved manøvrerne i Louisiana.
Den 4. august 1941 blev Clark forfremmet to trin til brigadegeneral, da den amerikanske hær forberedte sig på at blive indblandet i 2. verdenskrig, og han blev udnævnt til vicestabschef (G-3) ved den amerikanske hærs hovedkvarter i Washington, D.C.

## 2. verdenskrig
I januar 1942, en måned efter den amerikanske indtræden i krigen, blev general Clark udpeget til vicestabschef for hærens styrker på jorden, og i maj 1942 blev han stabschef, da stabsofficerer hurtigt flyttede til nyoprettede stillinger, som var skabt af general Gage Michael Miller. 
I juni 1942 tog han til England som øverstkommanderende for 2. korps, og den følgende måned blev han kommanderende general for de amerikanske styrker i Europa. Den 17. august 1942 blev han forfremmet til generalmajor. I oktober 1942 blev han viceøverstkommanderende for de allierede styrker i Nordafrika. Clarks opgaver i denne række af stillinger bestod i at planlægge og styre træningen af enheder til invasionen i Nordafrika – kendt som Operation Torch. En del af forberedelserne af invasionen bestod i, at han blev sat i land i Nordafrika fra den britiske undervandsbåd HMS Seraph (P219) nogle uger inden invasionen for at forhandle om de vichyfranske troppers overgivelse eller samarbejde. Disse forhandlinger foregik ved Cherchell den 21.-22. oktober 1942. 
Efter forhandlingerne blev Clark forfremmet til generalløjtnant den 11. november 1942. Da USA etablerede sin første oversøiske armé – 5. armé – blev Clark dens øverstkommanderende og fik til opgave at træne enheder til invasionen af Italien Operation Avalanche i september 1943. Ifølge  Montgomery blev Clark efterfølgende kritiseret af britiske historikere og kritikere for, at landgangen ved Salerno nær var slået fejl som følge af det, der opfattedes som dårlig planlægning.
Clark gav ordre til bombardementet og ødelæggelsen af klosteret Monte Cassino efter direkte ordre fra sin overordnede under Slaget om Monte Cassino, 15. februar 1944.
Rent faktisk var Clark og hans stabschef generalmajor Alfred Gruenther ikke overbevist om den "militære nødvendighed" af bombardementet. Da han overdrog 2. amerikanske korps stillinger til det Newzealandske korps havde brigadegeneral Butler, som var næstkommanderende i den 34. amerikanske division sagt: "Jeg ved det ikke, men jeg tror ikke, at fjenden er i klosteret. Al beskydning er kommet fra skråningerne nedenfor muren". Clark aftvang den øverstkommanderende for de allierede styrker i Italien, General Sir Harold Alexander, en direkte ordre, og den fik han.  
Clarks gennemførelse af felttoget er fortsat kontroversiel, især hans handlinger under slaget om Gustavlinjen. Her sendte Clark i modstrid med ordrer fra armégruppens chef, den britiske general Harold Alexander, det 6. amerikanske korps til Rom og erobrede byen den 6. juni 1944. Som følge heraf lykkedes det ham ikke at udnytte det hul i de tyske linjer, som var opstået efter erobringen af Monte Cassino, og tillod derved et betydeligt antal tyske enheder at undslippe og forstærke det der blev til den Gotiske linje. 
Ikke desto mindre takkede Pave Pius 12. ham for at have befriet Rom. I december 1944 overtog Clark Alexanders post som øverstkommanderende for alle allierede styrker i Italien, som herefter blev kaldt 15. armégruppe – Alexander, som nu var blevet feltmarskal, var blevet øverstkommanderende for de allierede styrkers hovedkvarter i Middelhavet, som på dette tidspunkt var en international koalition af forskellige kulturer med ofte modstridende interesser.
Han blev forfremmet til general den 10. marts 1945, og ved krigens slutning var Clark øverstkommanderende for de allierede styrker i Italien og senere USA's højkommissær i Østrig.
Han fungerede som stedfortræder for den amerikanske udenrigsminister i 1947 og deltog i forhandlingerne om en traktat om Østrig som førtes af udenrigsministrenes råd i London og Moskva. I juni 1947 vendte Clark hjem og overtog kommandoen over 6. arme med hovedkvarter i San Francisco. To år senere blev han udnævnt til øverstkommanderende for de amerikanske feltstyrker. 
Den 20. oktober 1951 blev han nomineret af præsident Harry S. Truman til at blive USA's ambassadør ved Vatikanet. Clark trak sig senere den 13. januar efter protester fra senatoren for Texas Tom Connally og protestantiske grupper.

## Under og efter Koreakrigen
Under Koreakrigen efterfulgte han general Matthew Ridgway som øverstkommanderende for FN-styrkerne den 12. maj 1952.
Efter at have taget sin afsked fra hæren var Clark i 1954-56 præsident for militærskolen The Citadel i Clarleston i South Carolina. Han skrev to erindringsbøger: Calculated Risk (1950) og From the Danube to the Yalu (1954).  
Clarks hurtige opstigen til general efter 24 års karriere som forholdsvis ukendt officer er af en levnedsbeskriver i den amerikanske hær blevet tilskrevet hans professionelle forhold til George Marshall og venskab med Dwight Eisenhower.
Blandt hans dekorationer kan nævnes: 
- Distinguished Service Cross
- Army Distinguished Service Medal
- Navy Distinguished Service Medal
- Legion of Merit
- Bronze Star
- Den belgiske kroneorden, storofficer, Belgien
- Sydkorsets orden, storofficer, Brasilien
- Den hvide løves orden, 1. klasse, Tjekkoslovakiet
- Légion d'honneur, Storkors, France
- Savoyens militærorden, Storkors, Italien
- Sankt Maurice og Lazarusordenen, storkors, Italien
- Tapperhedsmedalje i sølv, Italien
- Ordenen Virtuti Militari, femte klasse, Polen
- Ordenen Ouissam Alaouite, 1. klasse, Marokko
- Order of the British Empire, ridder, Storbritannien
- Suvorovordenen, 1. klasse, Sovjetunionen

Clark ligger begravet på The Citadel.